# Músculo cricoaritenoideo posterior

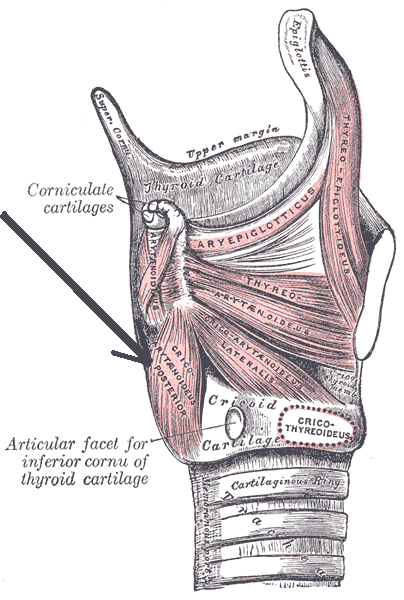
Músculo cricoaritenoideo posterior.

El músculo cricoaritenoideo posterior es un músculo que se encuentra en la laringe y cuya función es dilatar la glotis.

## Inserciones
Se inserta desde la depresión lateral de la lámina del cartílago cricoides a cada lado de cresta media, hasta la cara postero-medial de la apófisis muscular del cartílago aritenoides.

## Inervación
Lo inervan ramos del nervio laríngeo recurrente

## Irrigación
Está irrigado por la arteria laríngea inferior, rama de la arteria tiroidea inferior.

## Acción
Su función es la abducción de los pliegues vocales. El movimiento de abducción se da por movimiento de rotación lateral o de desplazamiento anterolateral de los aritenoides sobre la superficie articular del cricoides,esto aleja las apófisis vocales de dichos cartílagos logrando aumentar la separación de los  pliegues vocales y aumentando la apertura de la hendidura glótica, es el único músculo abductor de los pliegues.